# Хуцишвили, Кахабер
Кахабер (Кахи) Хуцишвили (груз. კახი ხუციშვილი; род. 14 июля 1928, село Артана, Телавский уезд, Тифлисская губерния) — советский и грузинский художник.

## Биография
Окончил Тбилисскую государственную академию художеств (факультет живописи и декоративного искусства).
С 1954 года — художник-постановщик киностудии «Грузия-фильм». Как иллюстратор сотрудничал с издательствами «Накадули», «Меран», «Советская Грузия», «Знание».
С 1960 года он является членом Союза кинематографистов Грузии.

## Фильмография
- 1955 — Лурджа Магданы (художник по костюмам)
- 1956 — Наш двор
- 1958 — Чужие дети
- 1959 — Майя из Цхнети
- 1959 — День последний, день первый
- 1960 — Рассветает
- 1962 — Я, бабушка, Илико и Илларион
- 1963 — Озеро Палиастоми
- 1965 — Пьер — сотрудник милиции
- 1966 — Хевсурская баллада (художник по костюмам)
- 1967 — Утренние колокола
- 1969 — Десница великого мастера
- 1969 — Цабуниа
- 1970  — Сады Семирамиды
- 1972  — Прощай, Инесса
- 1972  — Весенний вечер
- 1973  — Рекорд
- 1973  — Мои каникулы
- 1974  — Ребята с Сиреневой улицы
- 1975  — Винные воры
- 1977  — Берега
- 1979  — Человек ли он?
- 1985  — В одном маленьком городе
- 1985  — Пока пройдёт осенний дождь
- 1987  — Как дома, как дела?
- 1989 — Колодец
- 1990 — Белые флаги
- 2001 — Антимоз из Иверии

## Награды
- 1981 — Государственная премия СССР
- 1983 — Народный художник Грузинской ССР
- 1985 — Государственная премия имени Шота Руставели
- 1998 — Орден Чести